# 赤木野野花
赤木野野花（日语：／ Akaki Nonoka，1990年8月8日—）為NHK的播報員。

## 經歷
岡山縣岡山市出身。岡山市立京山中學校、岡山縣立岡山城東高等學校、慶應義塾大學綜合政策學院畢業後，於2013年加入NHK。 
2015年4月的新年度開始調動至大阪放送局（大阪广播电视台），並擔任大阪放送局傍晚新聞節目《新聞熱門關西》主持人。
2017年3月24日退出該節目，並於隔週27日起調動至東京播報員室。

## 目前主持節目
- 《清爽自然百景（日语：さわやか自然百景）》（旁白：2017年7月23日 - ）
- 《NHK新聞 早安日本》（主播，週五 - 週日、國定假日）[5]（2024年4月5日 - ）[6]
- 《UTA-CON》（主持人）（2020年3月17日 - ）[7]

## 曾經主持節目

### 德島放送局（德岛广播电视台）（2013年度 - 2014年度）
- 《週六工作室園區（日语：土曜スタジオパーク）》（2013年5月25日） - 新人揭曉節目
- 德島縣的新聞、氣象資訊
- 《阿波特集（日语：阿波スペシャル） 大杉漣×住友紀人（日语：住友紀人） 我到家了，德島!》（2013年11月29日）
- 四國女子会第1彈（2015年2月27日）

### 大阪放送局（大阪广播电视台）（2015年度 - 2016年度）
- 《新聞熱門關西（日语：ニュースほっと関西）》（主播，2015年3月30日 - 2017年3月24日）
- 第88屆選拔高等學校棒球大會開幕式（主持，2016年3月20日）
- 《2016年里約熱內盧奧運  每日亮點》（主播，2016年8月14日 - 8月21日）
- 《30秒藝人》（主持人，2016年10月15日）

### 東京播報員室（2017年度 - ）
- 《NHK新聞 早安日本》（主播，5:00 - 6:00，2017年4月3日 - 2018年3月23日）與近江友里惠隔週輪替
  - 廣播新聞（上午10:00、11:00，隔週）
- 《日本人的名字（日语：日本人のおなまえ）》（助理主持，2017年4月6日 - 2022年3月17日）
- 《今日是「Wedding Song」的一天（日语：今日は一日○○三昧）》（2017年10月9日）
- 《晚安日本 好好睡吧!（日语：おやすみ日本 眠いいね!）》（2018年4月22日 - 2020年3月15日） - 主持人
- 《由新世代解決!日本的困境（日语：新世代が解く!ニッポンのジレンマ）》（2018年度）
- 《新聞645（日语：ニュース645 (首都圏センター)）》（不定期）
- 《地球掃描儀〜從宇宙看見的“奇景”之謎〜》（2018年5月19日）
- 《月刊SHV新聞「5月號」》（2018年5月27日）
- 《N特集5min.「日本萎縮的衝擊  勞動力急遽減少該怎麼辦」》（旁白：2018年6月16日）
- 第46屆洛桑國際芭蕾舞大賽（2018年6月24日）
- 《野生動物特集（日语：ワイルドライフ (ドキュメンタリー番組)）  精彩的野生貓的世界「大貓」》（2018年6月25日）
- 《你一定也想去!日本「最強城堡」特集》（2018年6月30日）
- 2018年ATP獎頒獎典禮（主持人：2018年7月30日）
- 《大家de硬地滾球!》（2018年8月13日）
- 《東京2020帕拉林匹克運動會大圖鑑 我想為2年後的英雄們加油!》（2018年8月25日）
- 第85屆NHK全國學校音樂大賽（日语：NHK全国学校音楽コンクール）
  - 東京都大賽〜小學組〜 （2018年8月28日，FM）
  - 東京都大賽〜國中組〜 （2018年8月29日，FM）
  - 東京都大賽〜高中組〜 （2018年8月30日，FM）
  - 關東甲信越地區大賽 〜小學組〜 （2018年9月24日，FM）
  - 全國大賽 〜高中組〜 （2018年10月6日，FM）
  - 全國大賽 〜國中組〜 （2018年10月8日，FM）
- 《歐洲旅遊 對話的極致時尚之旅》（2018年9月24日）
- 《NHK音樂祭2018 NHK交響樂團》（2018年10月1日）
- 《你一定也想去!日本「最強城堡」特集「第2彈」》（2018年12月29日）
- 《NHK杯 閃耀!!全日本大失敗選手權大会 第2回「大家都出現了電視」》（2018年2月6日）
- 《漫步世界街道 小小散步》（2019年2月25日 - 3月1日、6日）
- 《Activ10（日语：アクティブ10） 專業流程》（2019年3月28日、29日、9月27日）
- 晨間劇100作 粉絲感謝祭（主持人，2019年3月30日）[8]
- 《古典藝能表演邀請（日语：古典芸能への招待）》　能樂巴黎公演　能「砧」（2019年4月28日）
- 《再見平成!今天是“20多歲的懷念旋律”的一天（日语：今日は一日○○三昧）》（2019年5月1日）
- 《你一定也想去!日本「最強城堡」特集「第3彈」》（2019年5月3日）
- 《吃驚!日本的潛力 「汽車王國故事3」》（2019年7月13日，BS Premium）
- 《第25屆參議院通常選舉開票速報》（副播報員：2019年7月21日）
- 《古典TV》（2019年8月21日）
- 《化學575!》（2019年8月22日、29日）
- 《朝一 》 
  - 記者（2019年9月12日）
  - 《「JAPA-NAVI 心感到溫暖 冬季鎌倉」》主持人（2020年1月23日）
- 祝賀御列之儀轉播（自權田原與赤松俊理負責現場轉播，2019年11月10日）
- 《8K Super Live》（旁白：2019年12月8日）
- 《日本的里山  邂逅家鄉的壯麗景色之旅  「里山向未來前進 去棚田吧 石川縣 輪島市」》（旁白、演出：2019年12月28日（BS4K）、29日（BS Premium），2020年2月16日（綜合頻道））
- 《NHK虛擬紅白歌唱大賽（日语：NHKバーチャル紅白歌合戦）》（2020年1月1日）
- 《鑑定！動物不動產》（2020年1月13日）
- 《大家的畢業典禮（日语：みんなの卒業式）》（2020年3月24日）
- 《你一定也想去!神秘古墳特集》（2020年3月24日）
- 《NHK特集“感染爆發”如何預防》（2020年4月4日）
- 《修復秘密影像檔案  日本100條廢棄鐵道（日语：アーカイブス秘蔵映像でよみがえる にっぽんの廃線100）》（2020年5月4日・6日（綜合頻道）、8月1日，濃縮版 10月12日（BS Premium））
- 《日本最強城堡特集「第6彈」》（2020年7月24日）
- 《神秘古墳特集》（2020年9月22日）
- 《將要開始!「傳說的音樂會～山口百惠」即將播出!!》（2020年10月3日，BS Premium）
- 《福島地震特別報導》（2021年2月13日）
- 《5個夜晚連續現場直播　春天來了!》（2022年3月29日，自文京区的飯店花園中現場直播）
- 《週六九點觀察》（主播，2022年4月2日 - 2024年3月30日）[9]
- 2022年國際足總世界杯
  - 每日亮點（2022年11月22日） - 助理主持

## 備註

## 外部連結
- 赤木野々花｜NHKアナウンサー
- NHK大阪放送局 アナウンサー 赤木野々花 - 網站時光機（2016年10月27日）
- NHK徳島放送局 アナウンサー 赤木野々花 - 網站時光機（2014年10月4日）